# Dream Chapter: Star
The Dream Chapter: Star – дебютный мини-альбом южнокорейского бойз-бэнда TXT. Был выпущен 4 марта 2019 года лейблом Big Hit Entertainment при поддержке Republic Records.

## Предпосылки и релиз
10 января 2019 года Big Hit Entertainment опубликовал видеоролик с Ёнджуном, тем самым раскрыв первого участника нового бойз-бэнда. В скором времени были представлены ролики с остальными участниками, и таким образом определился финальный состав коллектива, состоящего из пяти участников: Ёнджуна, Субина, Бомгю, Тэхёна и Хюнин Кая.
7 февраля агентство подтвердило дату дебюта TXT – 4 марта, а также объявило название дебютного альбома – Dream Chapter: Star. 22 февраля был опубликован трек-лист. 25 и 26 февраля были представлены тизеры видеоклипа на сингл «어느날 머리에서 뿔이 자랐다 (CROWN)». 2 марта было выпущено превью всего альбома.
Dream Chapter: Star был выпущен 4 марта в 12:00 по корейскому времени на всех музыкальных платформах.

## Промоушен
4 марта 2019 года, в день выхода альбома, состоялся показ дебютного шоу TXT на телеканале Mnet, где группа представила сингл «어느날 머리에서 뿔이 자랐다 (CROWN)», а также исполнила «Blue Orangeade» и «별의 낮잠(Nap of a star)». 5 марта в Yes24 Hall состоялся дебютный шоукейс для прессы и фанатов.
7 марта состоялся дебют группы на M!Countdown. Би-сайдом стала композиция «Blue Orangeade».

## Коммерческий успех
Предзаказ альбома был официально запущен 19 февраля 2019 года, и всего за первые три дня количество предзаказанных копий составило более 100 тысяч.

## Список композиций
Информация взята из официального превью альбома, размещённого на канале Big Hit Entertainment.
| №                   | Название                              | Продюсер(ы)                                                                           | Длительность |
| ------------------- | ------------------------------------- | ------------------------------------------------------------------------------------- | ------------ |
| 1.                  | «Blue Orangeade»                      | Slow Rabbit Moonshine Cazzi Opeia Эллен Бёрг Supreme Boi                              | 3:05         |
| 2.                  | «어느날 머리에서 뿔이 자랐다 (CROWN)» | Slow Rabbit Мелани Джой Монтана Михаэль Шульц Supreme Boi «hitman» bang Майю Вакисака | 3:50         |
| 3.                  | «Our Summer»                          | The Futuristics Delacey Джесси Джон Шая Джекобс «hitman» bang ADORA                   | 3:30         |
| 4.                  | «Cat & Dog»                           | Даниэль Келестин Supreme Boi Дарэл Итута                                              | 3:07         |
| 5.                  | «별의 낮잠(Nap of a star)»            | LEL «hitman» bang Slow Rabbit                                                         | 4:02         |
| Общая длительность: | Общая длительность:                   | Общая длительность:                                                                   | 17:34        |

## Чарты
| Чарты (2019)                             | Пиковые позиции |
| ---------------------------------------- | --------------- |
| Бельгия/Фландрия (Ultratop)              | 98              |
| Canadian Albums (Billboard)              | 100             |
| French Digital Albums (SNEP)             | 11              |
| Япония (Oricon)                          | 3               |
| Шотландия (Scottish Albums Chart)        | 71              |
| South Korean Albums (Gaon)               | 1               |
| Spanish Albums (PROMUSICAE)              | 58              |
| Швейцария (Schweizer Hitparade)          | 58              |
| Великобритания (UK Digital Albums Chart) | 20              |
| US Billboard 200                         | 140             |
| US World Albums (Billboard)              | 1               |

## Победы

### Музыкальные программы
| Песня   | Программа                 | Дата           |
| ------- | ------------------------- | -------------- |
| «Crown» | The Show (SBS MTV)        | 12 марта, 2019 |
| «Crown» | M Countdown Mnet          | 14 марта, 2019 |
| «Crown» | Show Champion (MBC Music) | 20 марта, 2019 |

## Продажи
| Чарты                         | Продажи |
| ----------------------------- | ------- |
| United States (Nielsen Music) | 4,000   |